# مفطورة كمثرية
مفطورة كمثرية (بالإنجليزية: Mycoplasma pirum)‏ هي نوع من البكتيريا، سلبية الغرام، تتبع المفطورة.